# ライブスピカ
ライブスピカ（Live spica）は、STVラジオが開催していたアマチュアミュージシャンを対象としたコンテスト、並びに同コンテストに関連して放送していたラジオ番組。

## 概要
- バンド、ソロなどジャンルを問わないアマチュアミュージシャンを対象としたライブコンテストとして、1999年10月から2001年度にかけてSTVホール[1][5]、2002年度からPENNY LANE 24にて延べ51回の通常ライブを実施[3]。テープ審査の後当初は10組程度のアマチュアミュージシャンがステージに出演し選考され[2]、メジャーミュージシャンが「応援ゲスト」として1組ゲスト出演した。名称はSTVが当時所有していたイベントホール「札幌メディアパーク・スピカ」からつけられた。1999年10月3日の第一回開催には38組の応募が寄せられ10組が出演[2]、当初は月一回の頻度、その後主に2か月に一度の割合で開催。
- 毎回出演者の中から1組「オーディエンス賞」を決定し、受賞ミュージシャンの楽曲はSTVラジオでCMとして流れた。年度末には札幌メディアパークスピカでの「ライブスピカスペシャル」イベントにて年度内のオーディエンス賞受賞者によるチャンピオン大会を実施し年間チャンピオンを決定した。
- 2005年度からは、札幌メディアパークスピカで開催のスーパーヒットチャートなまらん・なまおんとの共同イベント「なまなまライブスピカ」内にて年間チャンピオン大会を開催。
- 札幌メディアパークスピカの閉鎖に伴い2008年3月9日の「なまなまライブスピカ」での2007年度チャンピオン大会実施をもって終了。同イベントがスピカでの最終イベント開催となった。その後のインディーズアーティストを取り上げる企画はスーパーヒットチャートなまらんに内包された「Beアンビシャス」、ライブコンテストは同番組による「アンビシャスLive」に引き継がれ2010年度まで行われた。

## ラジオ番組
- 前述のライブの模様や北海道内のインディーズバンドを取り上げる番組として同名の番組やコーナー企画を放送。

パーソナリティ
- 福永俊介（1999年10月 - 2000年9月）
- 吉川典雄（2000年10月 - 2008年3月）

放送時間
- 1999年10月10日[2] - 2000年3月 サンデーパラダイスmu内で放送
- 2000年4月 - 2001年3月 日曜 22:30 - 23:00
- 2001年4月 - 2002年10月 ラジオクリックiしてる!内で放送
- 2002年10月 - 2006年3月 月曜 - 金曜 24:50 - 25:00
- 2006年4月 - 2008年3月 スーパーヒットチャートなまらん内で放送

## 年間チャンピオン
| 年度   | アーティスト         |
| ------ | -------------------- |
| 1999年 | THE イナズマ戦隊     |
| 2000年 | キャプテンマッシーン |
| 2001年 | 谷本光               |
| 2002年 | WATER COLORS         |
| 2003年 | REMOTE CONTROL CLOUD |
| 2004年 | 神風グリーン         |
| 2005年 | SERVICE ACE          |
| 2006年 | スローロリス         |
| 2007年 | UnLimited            |

## 主な出演アーティスト
- OLD[7]
- GHOSTY BLOW[7]
- スモゥルフィッシュ
- ダッチマンGサンコンズ[1]
- TRIPLANE
- バイオレントイズサバンナ[8]

応援ゲスト出演
- 鈴木崇[9]
- CLOUD[10]
- The Chopsticks
- 小久保淳平
- Sound Schedule[11]
- 我那覇美奈[12]
- 怒髪天[7]
- サンダルバッヂ
- 長谷川都
- ミトカツユキ
- MEN☆SOUL
- 森山直太朗
- Siren

## CD
チャンピオン大会出場バンドの音源をSTV子会社のSTVメディアフィールズ21「スピカサウンズ」レーベルからCD化。
1. LIVE SPICA CHAMPIONS - 2000年第1回チャンピオン大会出演9組のライブ音源を収録したアルバム[13][14]。
2. LIVE SPICA CHAMPIONS 2 - 2001年第2回チャンピオン大会出演9組毎にシングルを発売[5]。
  - 12HEARTS「WINDING ROAD」
  - LUST「Shout / Ride On time」
  - 山内智史with CRY NOTE「High Life / Go Away From You」
  - Hacking Animal「Ninth Gate / ハレゾラ」
  - JET「終わらない旅」
  - 爆音無垢「ミント / 大和魂BLUE」
  - キャプテン・マッシーン「Frustration Generation」
  - ☆カラフル☆「Easy Action Game」
  - GREEN GREEN「夢の島」
3. ライブスピカスペシャル2002[15] - 2002年チャンピオン大会の出演7組の音源を収録[16]。